# Wiatrowo-Las
Wiatrowo-Las – wieś w Polsce położona w województwie wielkopolskim, w powiecie wągrowieckim, w gminie Wągrowiec.
W latach 1975–1998 miejscowość administracyjnie należała do województwa pilskiego.
Przed 2023 r. miejscowość była częścią wsi Wiatrowo.